# Maggie de la Riva
Maggie de la Riva de son vrai nom Maria Magdalena Torrente de la Riva est une actrice et mannequin philippine.

## Biographie
Après des études de secrétariat qu'elle finit en 1960, elle fut finaliste en 1963 du concours miss Caltex en 1963, le concours le plus important de l'époque. Elle fut ensuite mannequin et modèle, puis enchaîna les films, émissions de radio et de télévision. C'est un de ses rôles avec Joseph Estrada qui fit d'elle une star.
En 1967, alors qu'elle n'était encore qu'un jeune talent prometteur de ABS-CBN, elle fut enlevée, violée et torturée dans un hôtel de Pasay par quatre hommes issues de familles influentes et importantes. Des assaillants, l'un mourut d'une overdose en prison tandis que les trois autres furent exécutés sur une chaise électrique. L'affaire fit grand bruit à l'époque,, jusqu'à l'exécution, qui fut diffusée. Un film avec Dawn Zulueta s'en inspira en 1994.

## Filmographie sélective
- 1963 : Istambay
- 1964 : Lagablab sa Maribojoc (tl)
- 1965 : 7 Mata-Hari